# Ильинская церковь (Почеп)
Ильинская церковь (Храм во имя святого пророка Илии) — храм Клинцовской епархии Русской православной церкви, расположенный в городе Почепе Брянской области. Храм построен на месте захоронения 4-х тысяч жителей Почепа, погибших при обороне города от польско-литовских захватчиков.

## История
С начала XVII века здесь находился деревянный Костный храм, возведённый на месте захоронения 4-х тысяч жителей города, погибших в 1610 году при обороне города от польско-литовских захватчиков. В 1810—1823 годах на средства священника Симеона Тимкова и прихожан на её месте была построена современная каменная церковь. В 1861 году на средства купца С. Неменки к храму была пристроена колокольня, а северное крыльцо и лестница перед южным входом сооружены ещё позже.
В конце XIX века церковь была расписана масляными красками. В 1955—1957 годах она была восстановлена 80-летним мастером Лысенко из села Котляково.

## Архитектура
Храм представляет собой кирпичное строение в стиле позднего классицизма. К основному объёму храма, который имеет форму четверика с округлёнными углами, с трёх сторон примыкают прямоугольные пристройки. С восточной стороны расположены три полукруглые апсиды (одна примыкает к основному объёму и по одной к северному и южному рукавам). Западный рукав, служащий трапезной, соединён с невысокой двухъярусной четырёхгранной колокольней. Над четвериком размещён барабан со сферическим куполом.
В подклетном этаже размещена тёплая церковь Святой Великомученицы Варвары. Северный придел посвящён Казанской иконе Божией Матери, а южный — Покрову Пресвятой Богородицы.

## Духовенство
- Настоятель храма — иерей Максим Вдовин[4][нет в источнике]